# Didymodon montevidensis
Didymodon montevidensis är en bladmossart som beskrevs av Brotherus in Felippone 1917. Didymodon montevidensis ingår i släktet lansmossor, och familjen Pottiaceae. Inga underarter finns listade i Catalogue of Life.